# Atropha leucostoma
Atropha leucostoma är en stekelart som först beskrevs av Cameron 1912.  Atropha leucostoma ingår i släktet Atropha och familjen brokparasitsteklar. Inga underarter finns listade.